# نجمة ثمانية
النجمة الثمانية في الهندسة الرياضية، (بالإنجليزية: Octagram)‏ مضلع نجمي (أضلاعه تقطع بعضها بعضاً) له ثمانية رؤوس وثمانية أضلاع.
في النجمة الثمانيّة المنتظمة ضلعان متوازيان يعامدان ضلعين آخرين متوازيين، وينتج عن وصل رؤوسه شكل مثمن.

## رمزية النجمة الثمانية
للنجمة الثمانية حضور رمزي وهندسي مثير للاهتمام نجده أحيانًا في سياقات دينية ومعمارية مختلفة. يمكن أن يُشتق مخططها مباشرة من المثمن المنتظم، بتتبع أقطارها الرئيسية. لذلك من المثمن نرث كل المعاني الرمزية المشتقة من العدد ثمانية. وكذلك جميع الاعتبارات الهندسية - المكانية المرتبطة بها. بالنسبة للهندسة اليونانية الكلاسيكية، فإن المربع والدائرة يمثلان الأشكال الرئيسية للعمليات الأكثر تعقيدًا. اهتمت به الرياضيات بسبب استحالة أوضحها فيثاغورس لإيجاد علاقة عددية منطقية بين طول القطر والضلع. الفيلسوف اليوناني أفلاطون في حوارية مينون واجه مشكلة مضاعفة المربع مع الاستخدام البسيط لقطره، دون الحاجة إلى الأرقام. يظهر الحل نفسه في دفتر ملاحظات فيار دو أونكور، (1235) لمعرفة كيفية قطع حجر مربع إلى نصف حجمه الأصلي.

نجمة ثمانية منتظمة طول الضلع فيها 1

## معرض صور

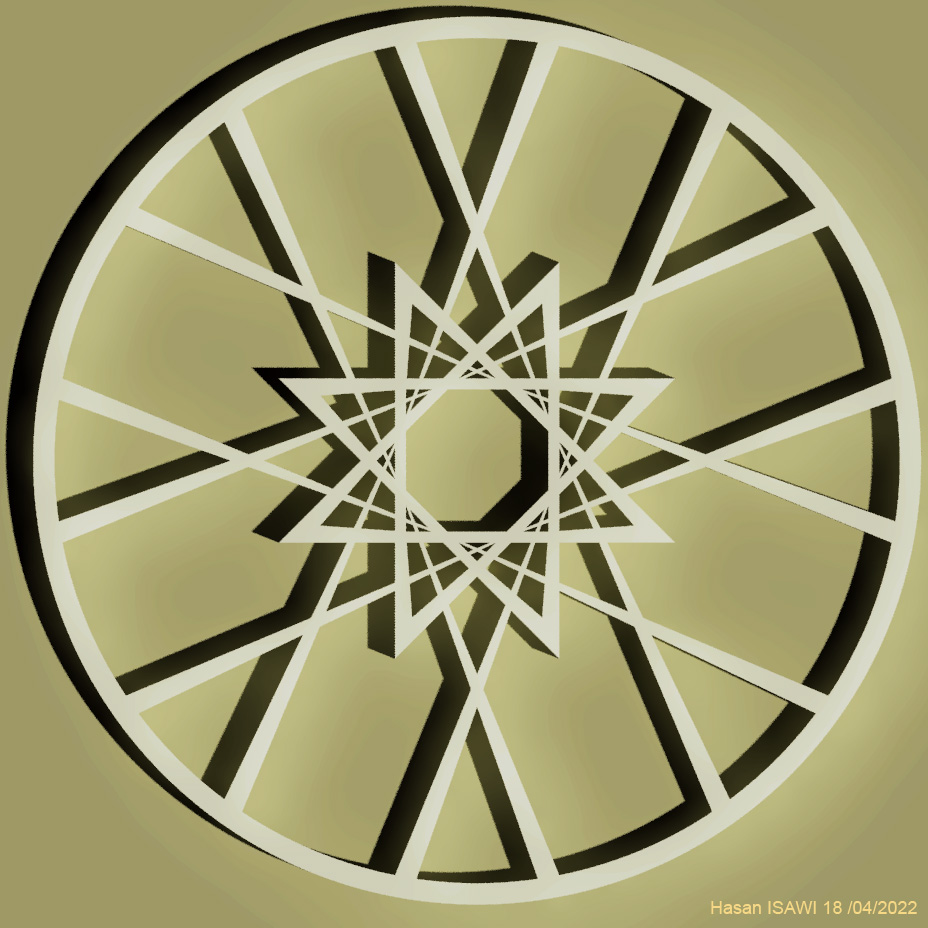
"رسموا الكنعانيون على جدران مدينة الغسولية لوحات هندسية متعددة الألوان. واهمها لوحة النجمة الثمانية. وكانوا يرمزون بهذه النجمة إلى كوكب الزهرة
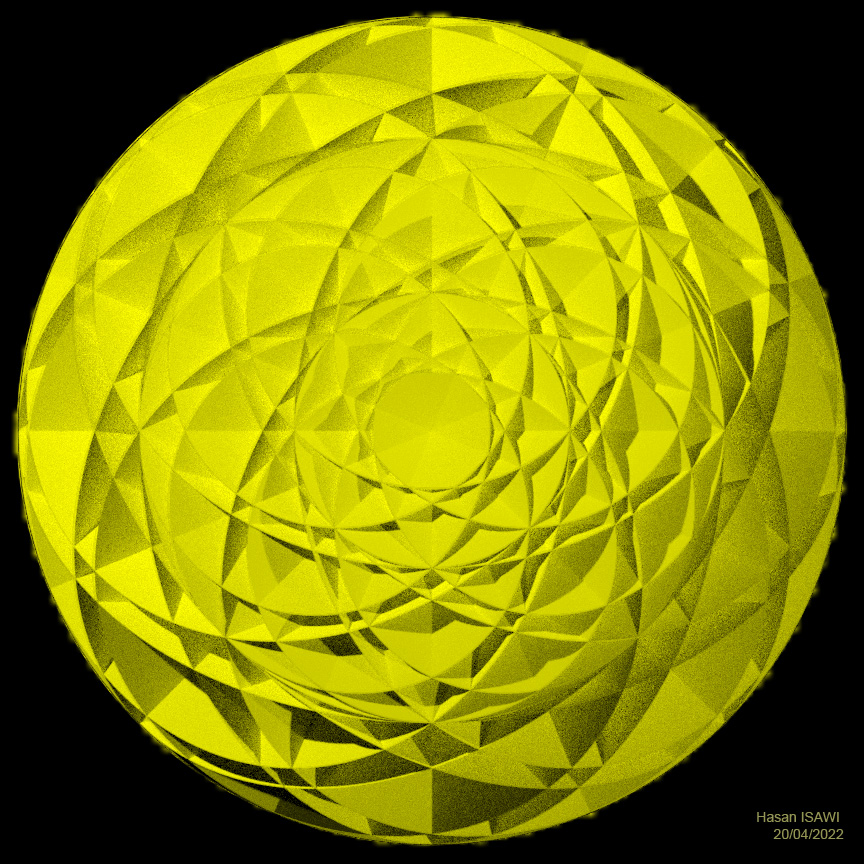
الثماني كشكل مرجعي لتطوير تكوينات أكثر تعقيدا
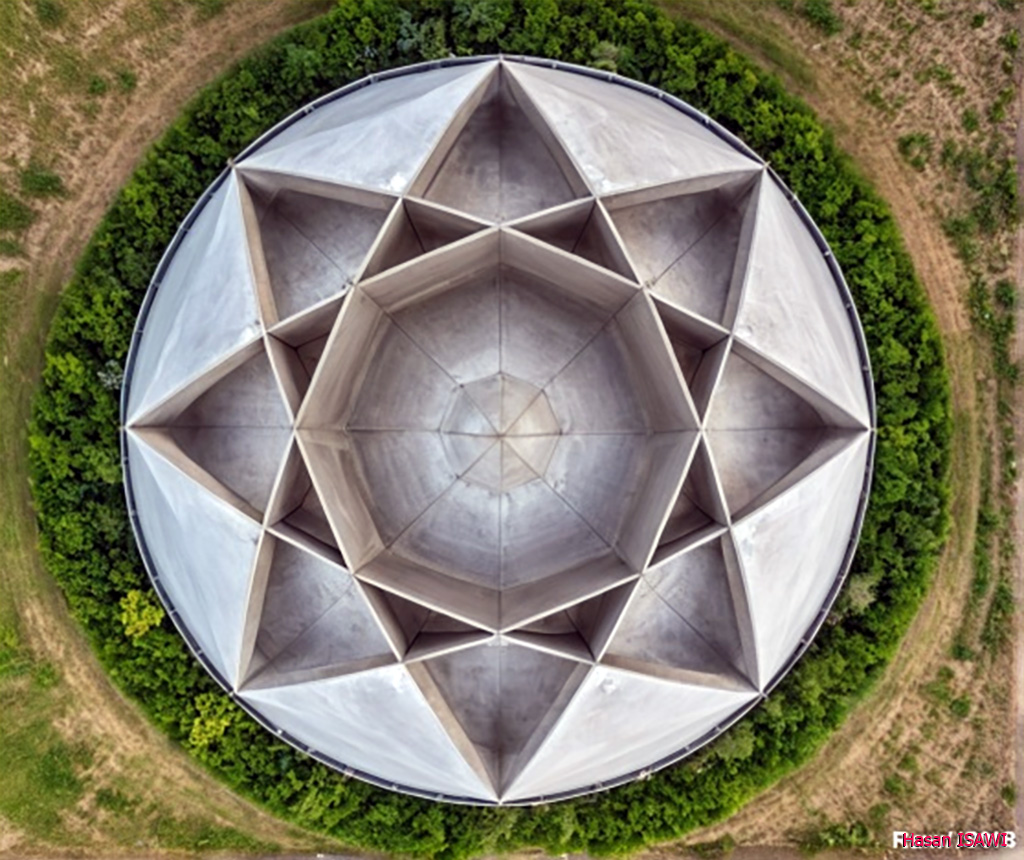
نجمة مخروطية مثمنة الشكل